# ARFU Asian Rugby Championship 2000
Die ARFU Asian Rugby Championship 2000 war ein Wettbewerb für asiatische Nationalmannschaften in der Sportart Rugby Union. Es handelte sich um die 17. Ausgabe der vom Verband Asian Rugby Football Union (ARFU) organisierten Rugby-Union-Asienmeisterschaft. Beteiligt waren acht Mannschaften, die von 25. Juni bis 2. Juli an einem Turnier in Aomori in zwei Divisionen gegeneinander antraten. Japan gewann zum 13. Mal den Asienmeistertitel.

## Division 1
|    | Land     | Spiele | Siege | Unent. | Ndlg. | Spiel- punkte | Diff. | Tabellen- punkte |
| -- | -------- | ------ | ----- | ------ | ----- | ------------- | ----- | ---------------- |
| 1. | Japan    | 3      | 3     | 0      | 0     | 164:41        | + 123 | 6                |
| 2. | Südkorea | 3      | 2     | 0      | 1     | 120:87        | + 33  | 4                |
| 3. | Taiwan   | 3      | 1     | 0      | 2     | 56:123        | − 67  | 2                |
| 4. | Hongkong | 3      | 0     | 0      | 3     | 47:136        | − 89  | 0                |

| 25. Juni 2000 | Japan | 75 : 0 | Hongkong | Aomori-Stadion, Aomori |
| 25. Juni 2000 |       |        |          | Aomori-Stadion, Aomori |

| 25. Juni 2000 | Südkorea | 55 : 19 | Taiwan | Aomori-Stadium, Aomori |
| 25. Juni 2000 |          |         |        | Aomori-Stadium, Aomori |

| 28. Juni 2000 | Japan | 55 : 12 | Taiwan | Aomori-Stadium, Aomori |
| 28. Juni 2000 |       |         |        | Aomori-Stadium, Aomori |

| 28. Juni 2000 | Südkorea | 36 : 34 | Hongkong | Aomori-Stadium, Aomori |
| 28. Juni 2000 |          |         |          | Aomori-Stadium, Aomori |

| 2. Juli 2000 | Japan | 34 : 29 | Südkorea | Aomori-Stadium, Aomori |
| 2. Juli 2000 |       |         |          | Aomori-Stadium, Aomori |

| 2. Juli 2000 | Taiwan | 25 : 13 | Hongkong | Aomori-Stadium, Aomori |
| 2. Juli 2000 |        |         |          | Aomori-Stadium, Aomori |

## Division 2
|    | Land      | Spiele | Siege | Unent. | Ndlg. | Spiel- punkte | Diff. | Tabellen- punkte |
| -- | --------- | ------ | ----- | ------ | ----- | ------------- | ----- | ---------------- |
| 1. | Singapur  | 3      | 2     | 0      | 1     | 77:47         | + 30  | 4                |
| 2. | VR China  | 3      | 1     | 0      | 1     | 81:61         | + 20  | 4                |
| 3. | Sri Lanka | 3      | 1     | 0      | 2     | 68:80         | − 12  | 2                |
| 4. | Thailand  | 3      | 1     | 0      | 2     | 78:116        | − 38  | 2                |

| 24. Juni 2000 | VR China | 15 : 13 | Singapur | Aomori-Stadium, Aomori |
| 24. Juni 2000 |          |         |          | Aomori-Stadium, Aomori |

| 24. Juni 2000 | Thailand | 38 : 28 | Sri Lanka | Aomori-Stadium, Aomori |
| 24. Juni 2000 |          |         |           | Aomori-Stadium, Aomori |

| 28. Juni 2000 | Sri Lanka | 28 : 27 | VR China | Aomori-Stadium, Aomori |
| 28. Juni 2000 |           |         |          | Aomori-Stadium, Aomori |

| 28. Juni 2000 | Singapur | 49 : 20 | Thailand | Aomori-Stadium, Aomori |
| 28. Juni 2000 |          |         |          | Aomori-Stadium, Aomori |

| 2. Juli 2000 | VR China | 39 : 20 | Thailand | Aomori-Stadium, Aomori |
| 2. Juli 2000 |          |         |          | Aomori-Stadium, Aomori |

| 2. Juli 2000 | Singapur | 15 : 12 | Sri Lanka | Aomori-Stadium, Aomori |
| 2. Juli 2000 |          |         |           | Aomori-Stadium, Aomori |